# Emilio Comici
Emilio Comici italijanski alpinist in jamar, * 21. februar 1901, Trst, † 19. oktober 1940, Sëlva di Val Gardena.

## Življenjepis
Eden najboljših alpinistov svoje generacije se je rodil v Trstu in v mladosti začel kariero kot pristaniški delavec. V prostem času je bil športno aktiven, predvsem z jamarstvom po Brkinih, Čičariji in Krasu. Leta 1925 se je preusmeril v hribe, kjer je plezal vse do svoje smrti leta 1940. Zaslovel je zlasti s plezanjem v Dolomitih, v karieri pa je preplezal 25 prvenstvenih vzponov VI. težavnostne stopnje po UIAA lestvici, okrog 250 težkih prvenstvenih plezanj in okrog 1500 vzponov sploh. Pri plezanju tedaj najtežjih smeri VI. stopnje je bil začetnik in promotor tehnik, kot so plezanje z varovanjem v navezi, uporaba vrvnih lestev in bivakiranje v steni. Zgodnje izkušnje je dobil v dolini Glinščice pri Trstu (Val Rosandra), njegova mentorja sta bila Tržačana Julius Kugy in Napoleone Cozzi, veliko je plezal v narodnostno mešanih navezah, tudi v današnji Sloveniji (Jalovec, Ojstrica, Mojstrovka). Med slovenskimi alpinisti je legendarno zlasti njegovo prigovarjanje Joži Čopu, ko si je ogledoval steber v Triglavski severni steni (danes Čopov steber) Oštja, Joža, ga moraš provare! Ma ga poškuši! Ga pridiš, ga vidiš, al ga greš al ga ne greš!
Po njem je poimenovana tudi ena izmed šestih alpinističnih smeri v severni steni Velike Cine (italijansko Cima Grande di Lavaredo), ta se imenuje Comici-Dimaijeva plezalna smer.
Umrl je pri padcu na večernem plezanju v Val Gardeni.